# Antigo Aeroporto Internacional Mariscal Sucre
O antigo Aeroporto Internacional Mariscal Sucre (IATA: UIO, ICAO: SEQU) era o antigo aeroporto de Quito, localizado na capital do Equador, ao norte de Quito a cinco minutos do centro financeiro. Terminou o funcionamento em 19 de Fevereiro 2013. Em seu lugar vai ser construído um parque público sob o nome Parque del Lago. O nome do aeroporto foi uma homenagem ao marechal Antonio José de Sucre, um dos heróis da independência da América Latina.
Começou a servir a capital equatoriana em 1930 e movimentou cerca de 4.5 milhões de passageiros e 140,000 toneladas de carga em 2008. Foi considerado um dos aeroportos mais altos do  mundo (2800 metros acima do nível do mar) e mais perigosas. A fim de pousar lá, os pilotos tiveram de curvar em torno de um vulcão, então interceptar a descida íngreme pouco mais de arranha-céus e se encaixam direito no mar de casas em uma encosta em declive.
Devido a sua localização (no meio da cidade e cercado por montanhas) o terminal não pode ser expandido para receber maiores aeronaves e atender um aumento no tráfego aéreo. Em 2006 foi iniciada a construção do novo Novo Aeroporto Internacional Mariscal Sucre na paróquia de Tababela a 40 km da capital. O mesmo foi inaugurado em 20 de Fevereiro de 2013.

## Antigas companhias aéreas e destinos

### Terminal Doméstico
- Aerogal (Cuenca, Guayaquil, Manta, San Cristóbal, Santa Cruz/Baltra)
- Icaro Air (Coca, Cuenca, Esmeraldas, Guayaquil, Manta)
- TAME (Coca, Cuenca, Esmeraldas, Galápagos, Guayaquil, Lago Agrio, Loja, Macas, Machala, Manta, Portoviejo, San Cristóbal, Tulcán)
- SAEREO (Guayaquil, Loja, Macas)
- VIP (Guayaquil, Coca, Lago Agrio, Salinas)

### Antigo terminal internacional

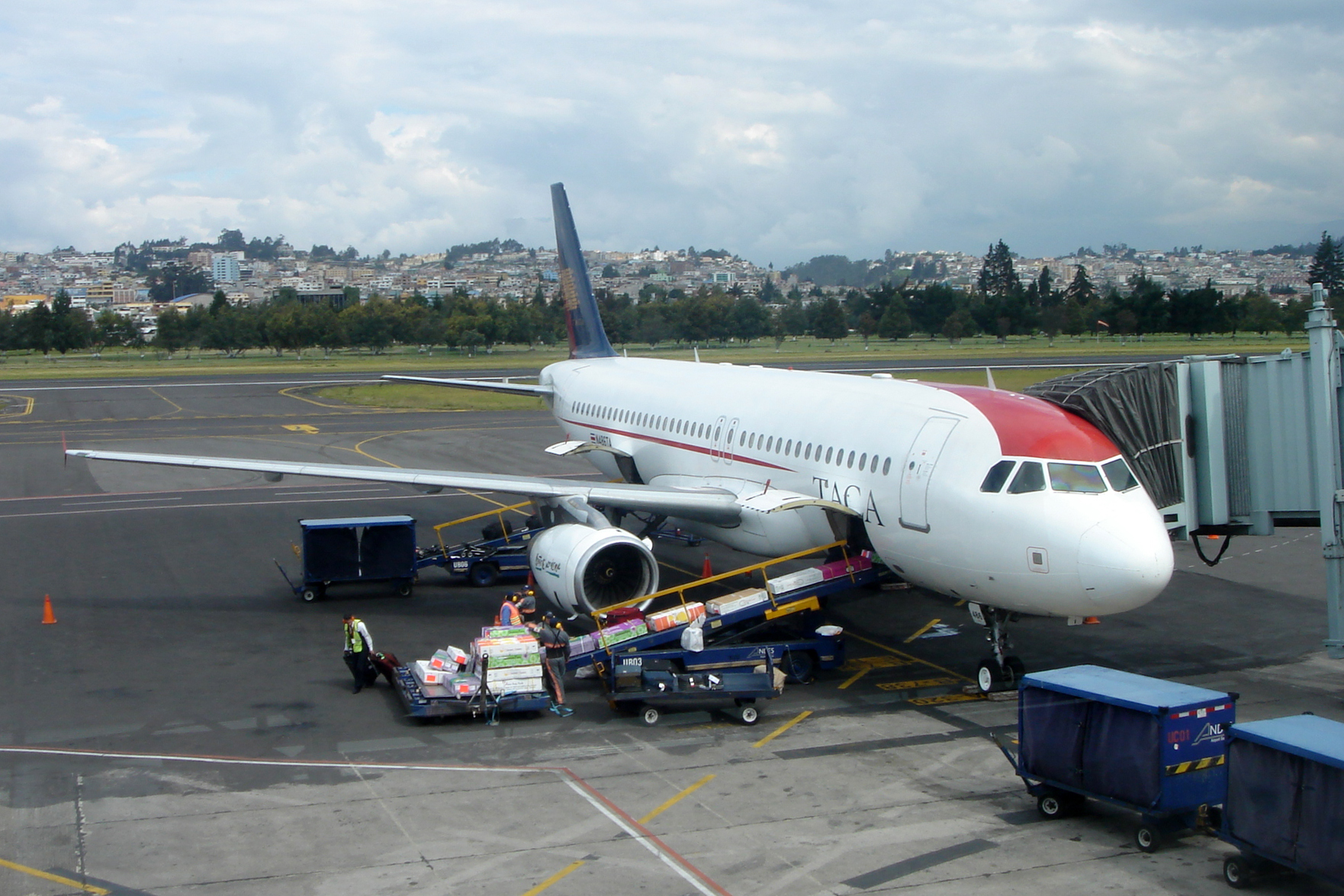
Airbus A320 da Lacsa sob operação do Grupo TACA.

- Aerogal (Bogotá, Medelín, Miami)
- American Airlines (Miami)
- Delta Airlines (Atlanta)
- Iberia (Madri)
- Copa Airlines (Cidade do Panamá)
- KLM (Amsterdã, Bonaire)
- Santa Bárbara Airlines (Caracas)
- Lan Airlines (Buenos Aires-Ezeiza, Guayaquil, Santiago)
  -  LAN Ecuador (Buenos Aires-Ezeiza, Guayaquil, Santiago, Madrid, Miami)
  -  Lan Perú (Lima, Medelín)
- Avianca (Bogotá)
- TACA (San Salvador)
  -  Lacsa (San José, México)
  -  TACA Perú (Lima, São Paulo)
- TAME (São Paulo, Cali, Bogotá, Caracas)